# 2541 Едебоно
2541 Едебоно (2541 Edebono) — астероїд головного поясу, відкритий 27 лютого 1973 року чехословацьким астрономом Любошем Когоутеком. Названий на честь мальтійського та британського психолога, письменника, винахідника Едварда де Боно.
Тіссеранів параметр щодо Юпітера — 3,267.